# 상트페테르부르크 필하모니 교향악단

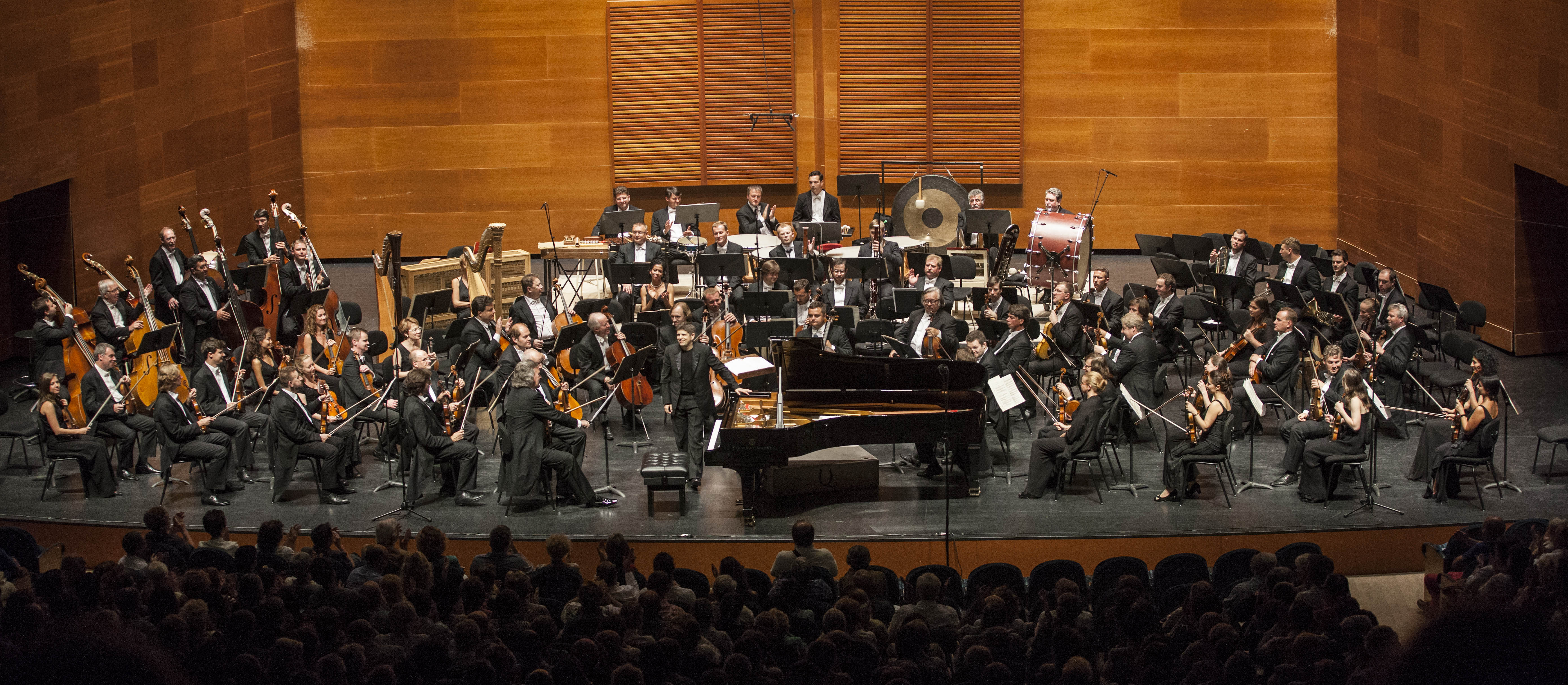

상트페테르부르크 필하모니 교향악단(러시아어: Академический симфонический оркестр Санкт-Петербургской филармонии имени Д.Д.Шостаковича, St. Petersburg Philharmonic Orchestra)은 상트페테르부르크(구 레닌그라드)에 본거지를 둔 러시아의 대표적인 관현악단으로, 현존하는 러시아 관현악단 중 가장 오랜 역사를 가지고 있다. 러시아 국내 뿐 아니라 전 세계 클래식 관현악단 중 최상급으로 평가받고 있다. 정식 명칭은 '드미트리 드미트리예비치 쇼스타코비치 명칭 상트페테르부르크 필하모니 아카데미 교향악단(Academic Symphony Orchestra of St. Petersburg Philharmonic named after Dmitri Dmitriyevich Shostakovich)'이다.

## 역사
페테르부르크에서 최초로 만들어진 관현악단은 1772년에 설립된 페테르부르크 음악협회의 부속 관현악단으로 기록되고 있으며, 이외에도 1802년에는 페테르부르크 필하모니 협회의 관현악단이 창단되어 활동을 시작했다. 그러나 이들 악단은 대부분 단명했으며, 상트 페테르부르크 필의 계보를 잇는 첫 악단은 1882년에 창단된 황실 소속 관현악단이었다. 창단과 동시에 독일 출신 지휘자인 헤르만 플리게를 상임 지휘자로 초빙했으며, 플리게는 1902년까지 재임했다.
플리게의 후임으로는 후고 바를리흐가 임명되어 활동했고, 제정 말기였던 1912년부터는 일반 대중들을 대상으로 한 공개 연주회를 개최하기 시작했다. 이 때부터 아르투르 니키슈나 리하르트 슈트라우스 등의 외국 지휘자들이 객원으로 출연했으며, 바실리 사포노프나 알렉산드르 글라주노프 등 국내 지휘자들도 자주 초빙되어 지휘했다. 1917년 러시아 혁명으로 제정이 붕괴되면서 황실 소속 자격을 자동으로 상실했으며, 사임한 바를리흐의 후임으로 세르게이 쿠세비츠키가 상임 지휘자에 취임했다.
소비에트 정권 치하에서는 인민의 관현악단으로 이미지를 바꾸기 위해 대중 음악회에 자주 출연하는 등 새로운 활동상을 추구했으나, 쿠세비츠키가 소련 문화 정책에 거부감을 표명하며 1920년에 사임한 뒤 악단 내부에서 혼란이 빚어지기도 했다. 그 해에 '페트로그라드 국립 필하모니 오케스트라'로 개칭되어 정식으로 국립 관현악단화되었으나, 쿠세비츠키의 후임으로 발탁된 알렉산드르 헤신이 임기 1년을 채우지 못하고 조기 퇴임하고 그 후임이었던 에밀 쿠페르도 1923년에 사임한 뒤 이듬해 서방으로 망명하는 등 침체기가 계속되었다.
1924년에 페트로그라드가 레닌그라드로 개칭되면서 악단 명칭도 '레닌그라드 국립 필하모니 아카데미 교향악단(약칭 레닌그라드 필하모니 오케스트라)' 로 바뀌었고, 상임 지휘자도 발레리 베르댜예프와 니콜라이 말코가 차례로 임명되어 악단 재건이 조금씩 진행되기 시작했다. 1930년에 알렉산드르 가우크가 신임 상임 지휘자에 취임하면서 연주력 회복에 주력했고, 가우크의 후임으로는 오스트리아 출신의 망명 지휘자였던 프리츠 슈티드리가 임명되었다. 그러나 슈티드리는 스탈린 치하의 획일적이고 국수적인 문화 정책에 환멸을 느껴 미국으로 재이주했고, 후임으로 당시 35세의 젊은 지휘자였던 예프게니 므라빈스키가 임명되었다.
므라빈스키는 재임 초기에 일부 노장 단원들로부터 실력을 의심받기도 했으나, 엄격하고 꼼꼼한 리허설 방식과 효과적인 지도력으로 악단의 연주력 향상에 크게 이바지했으며, 쇼스타코비치나 프로코피에프 등의 동시대 작품들도 적극적으로 초연했다. 독소전쟁의 레닌그라드 포위전 시기에는 노보시비르스크를 임시 본거지로 삼아 공연했고, 레닌그라드 해방 후 다시 복귀했다. 1946년부터 해외 순회 공연을 시작해 핀란드와 체코, 오스트리아, 영국, 폴란드, 루마니아, 미국, 캐나다, 동독, 일본 등을 방문했다.
1988년에 50년 동안 장기 재임해 오던 므라빈스키가 타계했고, 후임으로는 므라빈스키의 부지휘자로 재직했던 유리 테미르카노프가 임명되어 현재까지 재임하고 있다. 1991년 소련 붕괴와 함께 레닌그라드가 상트페테르부르크로 다시 개칭되면서 현재의 명칭으로 최종 변경되었다. 2000년에는 니콜라이 알렉세예프가 지휘자로 임용되어 재임 중이다.

## 주요 활동
주요 공연장으로는 상트페테르부르크 필하모닉 홀을 사용하고 있으며, 러시아의 각 자치공화국에서 열리는 음악제에도 참가하고 있다. 1912년에 외부 지휘자들에게 개방된 이후 세계적인 명성을 얻기 시작했고 러시아 혁명 뒤에도 레닌 집권기까지는 해외에도 유명한 악단이었으나, 스탈린 집권 후에는 쇄국 정책과 파시즘의 대두로 인한 세계 정세의 악화 등으로 외국과의 교류가 거의 단절되어 있었다. 또 유태인에 대한 탄압으로 많은 유태계 단원들이 사직해야 했고, 이 때문에 연주력 유지에도 큰 어려움을 겪었다.
종전 후 해외 공연이 허가되면서 다시 서방 세계의 주목을 받기 시작했으며, 특히 1956년에 모차르트 탄생 200주년 기념으로 오스트리아를 방문해 잘츠부르크와 빈에서 공연한 것이 큰 화제가 되었다. 이어 프라하의 봄 국제음악제와 바르샤바의 가을 국제음악제 등 동구권 음악제에도 출연했고, 1960년에 영국에서 공연했을 때는 도이체 그라모폰과 계약이 성사되어 므라빈스키의 지휘로 차이콥스키의 교향곡 제 4-6번 세 곡이 녹음되었다. 이 녹음은 지금도 해당 작품들의 명연으로 인정받고 있다. 이외에도 므라빈스키의 부지휘자였던 쿠르트 잔데를링도 모노 녹음 시대에 도이체 그라모폰에 베토벤과 라흐마니노프의 교향곡들을 녹음했다.
그러나 대부분의 녹음은 러시아에서 제작되었고, 주로 국영 음반사인 멜로디야를 통해 음반 발매가 이루어졌다. 므라빈스키는 차이콥스키나 글린카 등 제정 시대의 작품 외에도 쇼스타코비치 등의 동시대 작품과 베토벤, 브루크너, 힌데미트 등 서구 작곡가들의 작품 등 방대한 양의 녹음을 남겼다. 이외에도 방송용으로 제작된 녹음들이 소련 붕괴 후 공개되어 음반으로 복각되고 있다. 므라빈스키 외에도 잔데를링과 마찬가지로 부지휘자 활동을 했던 마리스 얀손스나 키릴 콘드라신, 겐나디 로제스트벤스키, 블라디미르 아슈케나지 등의 객원 지휘자들도 녹음을 남기고 있다.
테미르카노프는 소련 붕괴 후 RCA 등 해외 음반사와 녹음을 진행하기도 했으며, 최근에는 홈페이지에서 연주 실황 음원을 판매하는 등 새로운 판로를 모색하고 있다. 므라빈스키 이후로는 실력이나 명성이 다소 퇴색되었다는 비판 여론도 있지만, 여전히 러시아의 대표적인 악단으로 입지를 굳히고 있다.

## 악단 명칭의 혼란
상트페테르부르크 필 외에 상트페테르부르크 교향악단(구 레닌그라드 교향악단)이라는 악단도 활동하고 있지만, 러시아 혁명 이후에 창단된 별개의 단체다. 하지만 명칭이 거의 비슷하고 같은 공연장을 사용하고 있기 때문에 종종 혼란이 일어나기도 하며, 교향악단의 경우 상트 페테르부르크 필이 보유하고 있는 '드미트리 쇼스타코비치 명칭' 은 붙어 있지 않다. 그러나 1990년대에 부곡무역이나 삼성 나이세스 등에서 출반한 음반들에는 상트페테르부르크 필의 정식 명칭을 오용한 사례가 있기 때문에 주의를 요하고 있다.

## 역대 상임 지휘자
- 헤르만 플리게 (1882-1907)
- 후고 바를리흐 (1907-1917)
- 세르게이 쿠세비츠키 (1917-1920)
- 알렉산드르 헤신 (1920)
- 에밀 쿠페르 (1920-1923)
- 발레리 베르댜예프 (1924-1926)
- 니콜라이 말코 (1926-1930)
- 알렉산드르 가우크 (1930-1934)
- 프리츠 슈티드리 (1934-1937)
- 예프게니 므라빈스키 (1938-1988)
- 유리 테미르카노프 (1988-)